# Rainer Stenius
Rainer Konrad Stenius (ur. 19 marca 1943 w Helsinkach, zm. 5 grudnia 2014 w Espoo) – fiński lekkoatleta, skoczek w dal, wicemistrz Europy z 1962.
Zdobył srebrny medal w skoku w dal na mistrzostwach Europy w 1962 w Belgradzie, za Igorem Ter-Owanesianem ze Związku Radzieckiego, a przed swym kolegą z reprezentacji Penttim Eskolą. Stenius i Eskola uzyskali ten sam wynik – 7,85 m. Na kolejnych mistrzostwach Europy w 1966 w Budapeszcie Stenius zajął 5. miejsce.
Zwyciężył w mistrzostwach nordyckich w 1965, a w 1963 zajął 2. miejsce (za Eskolą).
Był mistrzem Finlandii w skoku w dal w 1962, 1965 i 1966.
Wyrównał rekord Finlandii w skoku w dal rezultatem 8,04 m (7 sierpnia 1965 w Jyväskylä), a następnie poprawił go wynikiem 8,16 m (6 maja 1966 w Los Angeles). Ten rekord wyrównał Jarmo Kärnä w 1989, a poprawił Tommi Evilä dopiero w 2005.